# فرودگاه بین‌المللی ژان لوساژ شهر کبک
 فرودگاه بین‌المللی ژان لوساژ شهر کبک (به انگلیسی: Québec City Jean Lesage International Airport) (به زبان بومی: Aéroport international Jean-Lesage de Québec) یک فرودگاه همگانی باربری با کد یاتا YQB است که یک باند فرود آسفالت دارد و طول باند آن ۲۷۴۳ متر است. این فرودگاه در شهر کبک کشور کانادا قرار دارد و در ارتفاع ۷۴ متری از سطح دریا واقع شده‌است.

## شرکت‌های هواپیمایی و مقصدهای پروازی

### مسافری
| شرکت‌های هواپیمایی  | مقصدهای پروازی |
| ------------------ | --- |
| Air Canada Express | گاسپی، ایلس-د-لا-مادلین، مونترآل-پییر الیوت ترودو، مک‌دونالد-کارتیر اتاوا، سپت‌ائیلس، پیرسون تورنتو، وابش |
| ایر اینویت         | کانگیکسویواک، کانگیرسوک، کویواک، مونترآل-پییر الیوت ترودو، کواگتاگ، سللویت، سچففرویلل، سپت‌ائیلس |
| Air Transat        | فصلی: کانکون، کینتانا رو، خاردینز دل ری، فورت لادردیل–هالیوود، فرنک پئیز، لا رومانا، مونترآل-پییر الیوت ترودو، اورلاندو، شارل دوگل پاریس، گریگوریو لوپرون، ال آی سی. گوستاو دیاز اورداز، پونتا کانا، خوآن مانوئل گالوس، سامانالف ال کتی، آبل سانتاماریا، خوآن گئوآلبرتو گومس |
| امریکن ایگل        | فصلی: فیلادلفیا |
| دلتا کانکشن        | جان اف کندی (پایان در ۲۴ اکتبر ۲۰۱۷) |
| Pascan Aviation    | بوناونچر، ایلس-د-لا-مادلین، مون-ژولی، مونترآل/سن-اوبر، سپت‌ائیلس، وابش |
| پورتر ایرلاینز     | شهری بیلی بیشاپ تورنتو |
| پروونشل ایرلاینز   | مونترآل-پییر الیوت ترودو، سپت‌ائیلس، وابش |
| سان‌وینگ ایرلاینز   | کانکون، کینتانا رو، خاردینز دل ری، پونتا کانا، آبل سانتاماریا، خوآن گئوآلبرتو گومس فصلی: فورت لادردیل–هالیوود، فرنک پئیز، گریگوریو لوپرون، ریو هاتو |
| یونایتد اکسپرس     | لیبرتی نیوآرک فصلی: اوهر شیکاگو |
| WestJet Encore     | مونترآل-پییر الیوت ترودو، پیرسون تورنتو |

### باری
| شرکت‌های هواپیمایی                             | مقصدهای پروازی    |
| --------------------------------------------- | ----------------- |
| فدکس اکسپرس اجرا توسط Morningstar Air Express | مونترآل-میرابل    |
| UPS Feeder اجرا توسط اسکای‌لینک اکسپرس         | مونترآل-میرابل    |
| گلنکور                                        | کاتینیک دونالدوسن |